# 吉田祐健
吉田 祐健（よしだ ゆうけん、1957年3月28日 - ）は、日本の俳優。三重県出身。ailes (エール）所属。

## 人物
身長170cm。体重63kg。特技は剣道（二段）。
1979年、勝アカデミー5期卒業。

## 出演

### 映画
- 借王シャッキング2（1997年） - 公安
- 不倫狂いの人妻たち（1997年）
- 2/デュオ（1997年）
- 義母と高校教師 息子の眼の前で（1997年）
- 痴漢エロ恥態 電車・便所・公園 第一話 電車の痴漢（1998年）
- 痴漢電車 ムリ女を狙え（1999年）
- 僕らのラプソディ（1999年）
- 報復（1999年）
- 巨乳編集長 やわらかな甘み（1999年）
- 鉄道員（1999年、東映） - 坑夫
- 女のイク瞬間 -覗かれた痴態-（1999年）
- 女刑務官 美肉狩り（1999年）
- 黒い下着のスチュワーデス -感じすぎる乳房-（1999年）
- 巨乳三姉妹 肉あさり（1999年） - 須藤太一
- (秘) 性犯罪 女銀行員・集団レイプ（1999年）
- アイ・ラヴ・ユー（1999年） - 浮浪者
- 黒の天使 Vol．2（1999年） - 刑事
- D Episode2（2000年） - 刑事
- 未亡人女将 握って食べて（2000年）
- 義母の淫臭 だらしない下半身（2000年）
- ノーパン白衣 濡れた下腹部（2000年）
- 私が愛した下唇（2000年）
- いじめる女たち 快感・絶頂・昇天（2000年）
- 黒い下着の未亡人 通夜の情事（2000年）
- 愛咬鬼 -URBAN LEGEND-（2000年）
- 現役女性記者 淫らな体験レポート（2001年）
- 女医川奈まり子 熟女・タブーSEX（2001年） - 権藤助六
- 月曜日の不倫妻 性欲まみれ（2001年） - 徳永義則
- 痴漢電車 ぐっしょり下唇（2001年）
- 盲獣vs一寸法師（2001年） - 親爺
- リリイ・シュシュのすべて（2001年） - ダフ屋
- アイ・ラヴ・フレンズ（2001年）
- うす濡れパンティー（2001年）
- マネーざんす（2001年）
- 息子と寝る義母 初夜の寝床（2002年、Xces Film）‐ 野方喬[3]
- 昇天寺 後家しゃぶり（2002年） - 古山孝明
- 義母尻 息子がしたい夜（2002年） - 野方喬
- GUN CRAZY 裏切りの挽歌（2002年） - 中古屋
- 悩殺OL 舌先筋責め（2002年） - 怒木充
- 高校教師 異常な性癖（2002年） - 蛭田辰男
- いんらん夫人/覗かれた情事（2002年） - 多々良幸庵
- 実録・ヒットマン 妻その愛（2002年、東映）
- 和服妻凌辱 奥の淫（2002年） - 北日出男
- エアロビ性感 むっちりなお（2003年） - 佐藤英明
- やくざの詩 OKITE 掟（2003年、東映） - 浮浪者
- 派遣女子社員 愛人不倫（2003年） - 古田一郎
- 新・日本エロばなし 人妻竜宮城（2003年） - 浦島太郎
- 大阪のエロ奥さん 昼間からよばい（2004年） - 川上
- エロ義母と発情息子 淫らな家族（2004年） - 佐伯孝史
- 死づえ 噂霊（2005年）
- アオグラ AOGRA（2006年）
- 怨喰（2006年）
- ポチの告白（2005年）
- カクトウ便 Vol．1「Battle Run XX」（2008年）
- 妹のつぼみ いたずら妄想（2009年）
- てやん Days（2012年）
- 希望の国（2012年、ビターズ・エンド） - 島田
- Heart Beat ハートビート（2013年、アークエンタテインメント）
- ひとくず（2020年） - 桑島利康(買取屋)
- 義父と未亡人 一夜だけの秘め事（2021年8月13日、オーピー映画） - 東一雄
  - こぼれ落ちた夜（2021年11月9日、オーピー映画）※一般上映版

### テレビドラマ
- 夏の嵐!（1992年）
- 説得 エホバの証人と輸血拒否事件（1993年）
- 火曜サスペンス劇場
  - 刑事・鬼貫八郎2（1993年）
  - 救急指定病院6（1996年）
- 刑事追う!（1996年）
- 日だまり刑事 容疑者リオの涙（1997年）
- 土曜ワイド劇場
  - タクシードライバーの推理日誌8（1998年）
  - 西村京太郎トラベルミステリー35（1999年）
  - ハラハラ刑事1（2004年）
  - 弁護士・茜沢翔子の人生相談承ります！（2008年）
- 水戸黄門 第27部（1999年）
- ウルトラマンコスモス（2002年） - 青年団
- 真珠夫人（2002年）
- 相棒 season1 第10話「最後の灯り」（2002年12月11日） -  吉野
- 愛と資本主義（2003年）
- 永遠の君へ（2004年）
- 最後の忠臣蔵（2004年）
- 水曜ミステリー9
  - 芸者小春姐さん奮闘記2（2006年）
  - さすらい署長 風間昭平11（2014年） - 吉田正彦
- 母親失格（2007年）
- 仮面ライダーキバ（2008年） - 野次馬
- 松本清張ドラマスペシャル 山峡の章（2010年）
- 黄金の豚-会計検査庁 特別調査課-（2010年）
- 戦国疾風伝 二人の軍師 秀吉に天下を獲らせた男たち（2011年）
- 遺留捜査（2011年） - 刑事
- 理想の息子（2012年）
- 金曜プレステージ 女医・倉石祥子1（2012年）
- パパドル!（2012年）
- 大岡越前（2013年） - 富治
- 天国の恋（2013年）
- お先にどうぞスペシャル（2014年）
- 軍師官兵衛（2014年） - 商人
- まれ（2015年） - 天中殺の客

### 舞台
- 熱海殺人事件
- 悪童日記
- 廃墟[4]

### Vシネマ
- ヤンママ愚連隊3（1998年） - ヤクザ
- 新入生痴漢ゼミナール（2000年）
- 新・赤い密室 壊れた人形たち（2000年）
- 愛しい妻 ひと夏のたわむれ（2000年）
- リストラ陵辱銀行 キャリアの復讐（2000年）
- 牝牌 女雀士・復讐の闘牌（2000年）
- マインドレイプ サイコ占いの館（2001年）
- 人妻倶楽部（2001年）
- 堕ちてゆく人妻 覗かれた情事（2001年）
- サイコ占い師 姦淫の罠（2001年） - 大元有紫
- 好色ファミリードラマ 渡る世間は雌ばかり（2001年）
- 女陰陽師 淫鬼降臨（2001年）
- 喧嘩の極意 突破者番外地（2001年）- 業者幹部
- 実録・最後の総会屋（2001年） - 総会屋(島原の側近)
- ザ・代紋1,2（2002年） - 梶津組組員 フルタ
- ザ・代紋4 - 石榴会黒岩組若頭 荒巻大助
- Let's 昇天寺！/肉欲駆け込み寺（2002年）
- 愛欲夫人 淑女の秘密（2002年）
- 悩殺OL (秘) 舌技（2002年）
- 女教師物語 異常な性癖（2002年）
- 外道 おとこ唄1,2（2002年） - 不知火組幹部 大北勤
- 実録・最後の愚連隊（2002年）
- 日本卑猥ばなし/カメの恩返し（2003年）
- 牝牌 賭ける柔肌（2003年）
- YRICK ‐ヤリック‐ 「エロネット武田」の淫謀!?（2004年） - 武田
- 新体操刑事 KILL WOMAN（2004年）
- 妖女伝説セイレーン（2004年）
- 感じる視線 撮られた情事（2005年）
- 義母 性具に成り果てた女（2005年）
- レズ義母 〜母の愛人は僕の恋人〜（2005年）
- 残業セックス 裸のチン金値上げ交渉（2005年）
- 狙われた若妻 エロ専務の野望（2005年）
- ノーパン姉妹 お色気事件簿（2005年）
- 官能小説家 倒錯の変態世界（2005年）
- 新人看護婦 淫らな肉体看護（2005年）
- 若妻探偵 ワイルドハニー（2005年）
- 夫を裏切る水曜日/主婦の危ないアルバイト（2006年）
- お義母さん、秘密のアルバイト（2006年）
- 愛の虜（2006年）
- スケパン刑事 バージンネーム=諸見栄サキ（2006年）
- ぼくの先生 2（2006年）
- 禁断の告白 妹の涙（2007年）
- 修羅の血涙（2007年） - 山岡連合会
- 実録・国粋 竜侠（2007年） - 先生(歴史学者 服部ミソウ)
- 白竜4 赤絨毯の死闘（2007年） - マサキジュウゾウ(海野波彦の選挙スタッフ)
- 処女喪失 私を抱いて（2008年）
- 女教師は抱かれる 汚された道徳（2008年）
- 水谷ケイの 平成未亡人下宿 お部屋貸します（2008年）
- 実録・銀座警察 義侠 完結編（2008年） - 代議士 角尾勝蔵
- 逃げてきた人妻（2009年）
- 団地妻 妻のおとこ（2009年）
- 薫る肌 人妻が男を誘う時（2009年）
- 水谷ケイの 平成未亡人下宿 狙われた管理人さん（2009年）
- 犯されたい私 アノ時のように感じて…（2010年）
- 新任女教師 20th ひとりぼっちの献身（2010年）
- 仁義なき麻雀（2012年）
- 愛の一滴 〜汁男の恋〜（2012年）
- 爆裂さすらいスロッター椿（2013年） - 大西興業 ウエスタン社長 大西龍太郎
- リベンジ・パチンカー亜美（2014年）
- 嬢王ゲーム 女の下剋上決戦 第2章（2015年）
- 武闘派の道2（2015年） - 沖田商事 社長
- プラチナ代紋1,2（2016年） - 大和会総本部長 大山組組長 大山昭三
- マル暴の女（2016年） - 刑事
- 監獄飼育 凌辱の女囚アリサ（2016年） - 先生
- やくざの女7（2016年） - 野上産業 野上健二（野上組組長）
- 強者(ツワモノ)（2016年）
- 制覇9（2017年） - 五代目難波組若頭補佐 山地組組長 東虎鉄
- 極道天下布武 第二幕 - 第五幕（2017年 - 2018年） - 竹村半兵衛
- 首都抗争（2017年） - 侠闘会理事長 相神憲治
- 日本統一21-28（2017年-2018年） - 倉本建設社長 倉本忠司
- 任侠哀歌(エレジー)（2018年） - 貴龍会川島組組員 三木谷
- 女闇金-マキ- 金とSEXが呼ぶ肉欲煉獄（2018年） - 見届け人(ゴンドウ組組長)
- 我王伝（2018年） - 神奈川県警 暴力団対策課課長 宮崎正光
- CONFLICT 〜最大の抗争〜 外伝 織田征仁（2019年） - 東北 尽誠会会長 澤田庄吉
- 日本極道戦争1・2（2019年） - 三代目神征会顧問 剣勇会会長 山崎晴彦
- 女闇金-千鶴- 完熟 性欲を糧にする美獣の誘惑（2019年） - ゴンドウ会長(ヤクザ)
- 歌舞伎町黒社会1・2（2019年） - 新宿ゴールデン街の客
- GOKU・OH 極王 シリーズ（2019年-2020年） - 福沢庄一
  - GOKU・OH 極王（2019年） - 丹羽興業若頭（→三代目阪田組丹羽興業若頭）
  - GOKU・OH 極王2（2019年） - 三代目阪田組丹羽興業若頭（→三代目阪田組直参）
  - GOKU・OH 極王3（2019年） - 三代目阪田組直参福沢組組長
  - GOKU・OH 極王4・5・6（2019年-2020年） - 四代目阪田組若頭 福沢組組長
- 義兄弟1,2,3（2021年） - 関東睦会会長 佐藤修

### ウェブドラマ
- 新・嬢王夜曲2　極上キャバ嬢が誘う愛と快感のワナ（2022年7月6日、ネクスタシーEX）[5]

### ゲーム
- 龍が如く2 - 蒼天掘企画社長[6]